# بروز الفك
بروز الفَك أو الفَقَم أو بُرُوز الفَكَّيْن أو الكَسَس (بالإنجليزية: prognathism)‏ هو اختلال في العلاقة الموضعية بين الفك السفلي و الفك العلوي بحيث يبرز أحد الفكين أو ينتؤ أكثر من الآخر. يتم تشخيص وتقييم هذا الاعتلال الموضعي سريريا أو إشعاعيا (أشعة الرأس الجانبية) من قبل أخصائيي أي من الاختصاصات الطبية التالية : طب الأسنان، جراحة الفم والوجه والفكين  و تقويم الأسنان. يمكن أن يؤدي وجود أحد أو تلازم عدة أنواع من الفقم إلى حالة سوء إطباق الأسنان، بحيث لا تتحاذى أسنان الفرد العلوية و السفلية بشكل صحيح.[بحاجة لمصدر]

## العوارض والعلامات
يمكن للفقم أن يكون نتيجة طبيعية لاختلاف الأنماط الظاهرية . في المجتمعات البشرية حيث الفقم ليس شائعا، يمكن أن يكون سببه تشوهًا، أو نتيجة إصابة، حالة مرضية أو حالة وراثية.
لا يعتبر الفقم اضطرابًا فسيولوجيا إلا إذا كان يؤثر على المضغ أو الكلام أو الوظيفة الاجتماعية نتيجة لتشوه الوجه الشديد.[بحاجة لمصدر]
الفحوصات السريرية  تشمل تحليل الأنسجة اللينة حيث يقوم الطبيب بتقييم  الزَّاوِيَةُ الأَنْفِيَّةُ الشَّفَوِيَّة، العلاقة بين أنسجة الذقن اللينة مع أنسجة الأنف، والعلاقة بين الشفتين العليا والسفلى. يمكن الاستعانة أيضا بزاوية الأقواس السنية لتقييم زاوية إطباق الأسنان.[بحاجة لمصدر]
يعتبر تحليل قياسات الرأس الطريقة الأكثر دقة لتحديد جميع أنواع ألفقم. تسمح عمليات تحليل قياسات الرأس بواسطة الأشعة للطبيب أن يحدد بشكل موضوعي العلاقات بين الأسنان والهيكل العظمي وتحديد خطة العلاج.[بحاجة لمصدر]